# Circuit de la Sarthe 2013
Il Circuit de la Sarthe 2013, sessantunesima edizione della corsa, si svolse dal 2 al 5 aprile su un percorso di 634 km ripartiti in 4 tappe (la seconda suddivisa in due semitappe), con partenza a Fontenay-le-Comte e arrivo a Saint-Vincent-du-Lorouër. Fu vinto dal francese Pierre Rolland della Team Europcar davanti al ceco Jan Bárta e allo svedese Tobias Ludvigsson.

## Tappe
| Tappa  | Data     | Percorso                                    | km    | Vincitore di tappa | Leader cl. generale |
| ------ | -------- | ------------------------------------------- | ----- | ------------------ | ------------------- |
| 1ª     | 2 aprile | Fontenay-le-Comte > Ligné                   | 179,4 | Matteo Pelucchi    | Matteo Pelucchi     |
| 2ª-1ª  | 3 aprile | Ligné > Angers                              | 93,6  | Nacer Bouhanni     | Matteo Pelucchi     |
| 2ª-2ª  | 3 aprile | Angers > Angers (cron. individuale)         | 6,8   | Luke Durbridge     | Luke Durbridge      |
| 3ª     | 4 aprile | Angers > Pré-en-Pail                        | 188,7 | Pierre Rolland     | Pierre Rolland      |
| 4ª     | 5 aprile | Abbaye de l'Epau > Saint-Vincent-du-Lorouër | 165,8 | Francis Mourey     | Pierre Rolland      |
| Totale | Totale   | Totale                                      | 634   |                    |                     |

## Dettagli delle tappe

### 1ª tappa
- 2 aprile: Fontenay-le-Comte > Ligné – 179,4 km

| Pos. | Corridore       | Squadra          | Tempo    |
| ---- | --------------- | ---------------- | -------- |
| 1    | Matteo Pelucchi | IAM              | 4h39'51" |
| 2    | Sacha Modolo    | Bardiani Valvole | s.t.     |
| 3    | Bryan Coquard   | Europcar         | s.t.     |

| Pos. | Corridore       | Squadra          | Tempo    |
| ---- | --------------- | ---------------- | -------- |
| 1    | Matteo Pelucchi | IAM              | 4h39'41" |
| 2    | Nicola Boem     | Bardiani Valvole | a 3"     |
| 3    | Kevin Reza      | Europcar         | s.t.     |

### 2ª tappa - 1ª semitappa
- 3 aprile: Ligné > Angers – 93,6 km

| Pos. | Corridore       | Squadra  | Tempo    |
| ---- | --------------- | -------- | -------- |
| 1    | Nacer Bouhanni  | FDJ      | 2h22'57" |
| 2    | Bryan Coquard   | Europcar | s.t.     |
| 3    | Matteo Pelucchi | IAM      | s.t.     |

| Pos. | Corridore       | Squadra          | Tempo    |
| ---- | --------------- | ---------------- | -------- |
| 1    | Matteo Pelucchi | IAM              | 7h02'38" |
| 2    | Nicola Boem     | Bardiani Valvole | a 3"     |
| 3    | Kevin Reza      | Europcar         | s.t.     |

### 2ª tappa - 2ª semitappa
- 3 aprile: Angers > Angers (cron. individuale) – 6,8 km

| Pos. | Corridore      | Squadra    | Tempo |
| ---- | -------------- | ---------- | ----- |
| 1    | Luke Durbridge | Orica      | 8'18" |
| 2    | Bob Jungels    | Radioshack | s.t.  |
| 3    | Cameron Meyer  | Orica      | a 1"  |

| Pos. | Corridore      | Squadra    | Tempo    |
| ---- | -------------- | ---------- | -------- |
| 1    | Luke Durbridge | Orica      | 7h11'06" |
| 2    | Bob Jungels    | Radioshack | s.t.     |
| 3    | Cameron Meyer  | Orica      | a 1"     |

### 3ª tappa
- 4 aprile: Angers > Pré-en-Pail – 188,7 km

| Pos. | Corridore         | Squadra       | Tempo    |
| ---- | ----------------- | ------------- | -------- |
| 1    | Pierre Rolland    | Europcar      | 5h33'16" |
| 2    | Stefan Denifl     | IAM           | a 9"     |
| 3    | Tobias Ludvigsson | Argos-Shimano | a 23"    |

| Pos. | Corridore         | Squadra       | Tempo     |
| ---- | ----------------- | ------------- | --------- |
| 1    | Pierre Rolland    | Europcar      | 12h44'39" |
| 2    | Jan Bárta         | Netapp-Endura | a 10"     |
| 3    | Tobias Ludvigsson | Argos-Shimano | s.t.      |

### 4ª tappa
- 5 aprile: Abbaye de l'Epau > Saint-Vincent-du-Lorouër – 165,8 km

| Pos. | Corridore       | Squadra | Tempo    |
| ---- | --------------- | ------- | -------- |
| 1    | Francis Mourey  | FDJ     | 4h19'20" |
| 2    | Lloyd Mondory   | AG2R    | s.t.     |
| 3    | Jonathan Hivert | Sojasun | a 2"     |

| Pos. | Corridore         | Squadra       | Tempo     |
| ---- | ----------------- | ------------- | --------- |
| 1    | Pierre Rolland    | Europcar      | 17h04'01" |
| 2    | Jan Bárta         | Netapp-Endura | a 10"     |
| 3    | Tobias Ludvigsson | Argos-Shimano | s.t.      |

## Classifiche finali

### Classifica generale
| Pos. | Corridore         | Squadra            | Tempo     |
| ---- | ----------------- | ------------------ | --------- |
| 1    | Pierre Rolland    | Team Europcar      | 17h04'01" |
| 2    | Jan Bárta         | Team Netapp-Endura | a 10"     |
| 3    | Tobias Ludvigsson | Team Argos-Shimano | s.t.      |
| 4    | Tony Gallopin     | Radioshack-Leopard | a 11"     |
| 5    | Stefan Denifl     | IAM Cycling        | a 12"     |
| 6    | Nicki Sörensen    | Team Saxo-Tinkoff  | a 17"     |
| 7    | Jonathan Hivert   | Sojasun            | a 18"     |
| 8    | Mads Christensen  | Team Saxo-Tinkoff  | a 19"     |
| 9    | Pierrick Fédrigo  | FDJ                | a 20"     |
| 10   | Rory Sutherland   | Team Saxo-Tinkoff  | a 24"     |